# Ramses XI
Ramses XI (... – 1078/1077 a.C.) è stato un faraone della XX dinastia egizia.
Fu l'ultimo sovrano della XX dinastia e del periodo della storia egizia detto Nuovo Regno, e durante il suo lungo regno, durato tra i 27 e 30 anni, si ebbe la definitiva rottura dell'unità politica dell'Egitto con il distacco della regione intorno a Tebe.

## Origini e famiglia
Si credeva che Ramses XI fosse figlio di Ramses X e di Tyti, che era Figlia del Re, Sposa del Re e Madre del Re, fin quando recenti studi del Papiro Harris (papiro EA 10052, conservato al British Museum e lungo oltre 40 metri) - compiuti su copie realizzate da Anthony Harris hanno rivelato che tale regina di nome Tyti fu in realtà una sposa di Ramses III, vissuto oltre mezzo secolo prima di Ramses XI. L'argomento del Papiro Harris è la cosiddetta Congiura dell'harem, che portò alla morte di Ramses III. Di conseguenza, la tesi che Ramses XI fosse figlio di una regina di nome Tyti è decaduta; d'altronde, non si hanno nemmeno prove inconfutabili che suo padre fosse Ramses X. Si pensa che Ramses XI abbia sposato Tentamon, figlia di Nebseny, con la quale avrebbe generato Duathathor-Henuttaui, sposa di Pinedjem I, Sommo Sacerdote che avocherà a sé i titoli regali. Generò poi forse Tentamon, futura sposa del faraone Smendes I della successiva XXI dinastia egizia.

## Biografia
Ramses XI salì al trono nel 1107 a.C. ereditando dal padre un regno controllato in gran parte dal clero di Amon. Quando Ramses IX aveva sollevato dal suo incarico il primo profeta di Amon, Amenhotep, reo di essersi fatto raffigurare nel Tempio di Karnak in un rilievo con le stesse dimensioni del sovrano, ad indicare quindi una pretesa pari dignità, questo atto aveva provocato disordini nel 17º distretto dell'Alto Egitto.

L'ordine venne infine riportato grazie all'intervento del viceré della Nubia, Panehesi, che si insediò a Tebe iniziando a comportarsi però come un conquistatore e governando quelle terre come fossero un dominio personale.
Tale situazione perdurava ancora durante il regno di Ramses XI. Nel diciassettesimo anno del suo regno Panehesi assediò il primo profeta di Amon in un tempio fortificato sito a Medinet Habu, sulla riva occidentale del Nilo. Conseguita una schiacciante vittoria Panehesi assunse egli stesso il titolo di sommo sacerdote di Amon, saccheggiando alcune città del Medio Egitto e assumendo di fatto il controllo dell'Alto Egitto. Per risolvere questa situazione Ramses XI, infine, affidò al generale Herihor la missione di scacciare Panehesi da Tebe. Herihor era probabilmente di origine libica ed aveva raggiunto un'altissima posizione cumulando una grande quantità di titoli e di incarichi, tra i quali quello di primo profeta di Amon. 

Herihor, dopo aver costretto l'avversario a ritirarsi a sud della prima cateratta del Nilo, prese a comportarsi però in maniera assai simile a questi. La frattura definitiva con il potere centrale avvenne nel diciottesimo anno di regno di Ramses XI quando Herihor proclamò la Ueehann-mesue (Ripetizione delle nascite), ossia l'inizio di una nuova era e cominciò a datare i suoi atti in base a questa. In precedenza solamente altri due sovrani egizi, Amenemhat I, della XII dinastia, e Seti I, della XIX dinastia avevano dichiarato la Ripetizione delle nascite.
L'Egitto si trovò quindi ad essere governato da un sovrano, residente nella regione del delta del Nilo, nominalmente re dell'Alto e Basso Egitto con un potere limitato quasi solo al Basso Egitto e da un primo profeta di Amon, residente a Tebe, che pur senza dichiarare apertamente decaduto il sovrano, ne aveva usurpato titoli e prerogative.

Comunque, da varie testimonianze, tra cui il racconto Il viaggio di Unamon, un manoscritto risalente alla XXII dinastia, risulta che anche nell'Egitto ancora nominalmente sotto il controllo reale il potere effettivo fosse nelle mani del visir del Basso Egitto Smendes (che aveva sposato Tentamon, figlia del sovrano, e salì al trono dopo la morte di Ramses XI dando vita alla XXI dinastia).

Da altre fonti sappiamo anche che nelle regioni occidentali del delta del Nilo ed in alcune oasi del deserto occidentale fossero presenti principati semi-indipendenti governati dai discendenti delle popolazioni libiche entrate in Egitto al tempi di Ramses III prima come prigionieri di guerra e poi come mercenari.

## Morte e sepoltura
Herihor morì intorno al 1074 a.C. e la sua carica fu assunta dal figlio Payankh. Ramses XI si era spento nel 1078/1077 a.C. in circostanze non note, e gli era successo il genero Smendes. Gli fu preparata, ma non completata, e solo parzialmente decorata nella Valle dei Re, la tomba conosciuta come KV4. Non conosciamo però l'effettivo luogo di sepoltura del sovrano, né la sorte della sua mummia: forse, nel suo lungo regno, cambiò idea e optò per farsi seppellire a Menfi, quantunque tale ipotetica tomba non sia mai stata trovata. La tomba KV4 presenta caratteristiche piuttosto inusuali: quattro pilastri rettangolari anziché quadrati nella camera sepolcrale; un pozzo profondo oltre 9 metri, concepito forse per prevenire incursioni di ladri. Durante la XXI dinastia e il pontificato del suo genero Pinedjem I,  primo profeta di Amon, i locali della KV4 furono impiegati come officina per la lavorazione di materiali funebri provenienti dalle tombe, allora già antiche, di Hatshepsut, Thutmose III e forse di Thutmose I e, molti secoli dopo, come abitazione dai cristiani copti.

## Titolatura
| G5 |

| G5 |

| E1 | D40 | C2 | U6 |

| E1 | D40 | C2 | U6 |

| E1 | D40 | C2 | U6 |

| E1 | D40 | C2 | U6 |

| E1 | D40 | C2 | U6 |

| E1 | D40 | C2 | U6 |

| E1 | D40 | C2 | U6 |

| E1 | D40 | C2 | U6 |

| G16 |

| G16 |

| wsr | s | T16 | O4 | D46 | D36 · D40 | I8 · Z2 |

| wsr | s | T16 | O4 | D46 | D36 · D40 | I8 · Z2 |

| G8 |

| G8 |

| G36 · r | F22 | t · Z5 | A24 | s | S34 | N19 |

| G36 · r | F22 | t · Z5 | A24 | s | S34 | N19 |

| N23 · N23 | i | A2 | U33 | i | i | A23 | G7 | S34 | U28 | s | O4 · r | W23 · Y1 | U5 · D36 | Z1 | H6 |

| N23 · N23 | i | A2 | U33 | i | i | A23 | G7 | S34 | U28 | s | O4 · r | W23 · Y1 | U5 · D36 | Z1 | H6 |

| Y1 | s | R4 · p · t | Y1 | N19 | N23 · N23 |

| Y1 | s | R4 · p · t | Y1 | N19 | N23 · N23 |

| M23 · X1 | L2 · X1 |

| M23 · X1 | L2 · X1 |

| N5 | mn | C10 | A40 | U21 · n |

| N5 | mn | C10 | A40 | U21 · n |

| N5 | mn | C10 | A40 | U21 · n |

| N5 | mn | C10 | A40 | U21 · n |

| N5 | mn | C10 | A40 | U21 · n |

| N5 | mn | C10 | A40 | U21 · n |

| N5 | mn | C10 | A40 | U21 · n |

| N5 | mn | C10 | A40 | U21 · n |

| G39 | N5 |

| G39 | N5 |

| N28 | C2 | R19 | C12 | N36 · r · r | F31 | S38 | R8 | O28 | O34 · O34 |

| N28 | C2 | R19 | C12 | N36 · r · r | F31 | S38 | R8 | O28 | O34 · O34 |

| N28 | C2 | R19 | C12 | N36 · r · r | F31 | S38 | R8 | O28 | O34 · O34 |

| N28 | C2 | R19 | C12 | N36 · r · r | F31 | S38 | R8 | O28 | O34 · O34 |

| N28 | C2 | R19 | C12 | N36 · r · r | F31 | S38 | R8 | O28 | O34 · O34 |

| N28 | C2 | R19 | C12 | N36 · r · r | F31 | S38 | R8 | O28 | O34 · O34 |

| N28 | C2 | R19 | C12 | N36 · r · r | F31 | S38 | R8 | O28 | O34 · O34 |

| N28 | C2 | R19 | C12 | N36 · r · r | F31 | S38 | R8 | O28 | O34 · O34 |

Nella tomba KV4 della Valle dei Re a Tebe il nome Nsw-bity compare nella forma:
| N5 | C10 | A40 | Y5 · N36 | U21 · N17 |

| N5 | C10 | A40 | Y5 · N36 | U21 · N17 |

| N5 | C10 | A40 | Y5 · N36 | U21 · N17 |

| N5 | C10 | A40 | Y5 · N36 | U21 · N17 |

mn m3՚t r՚ stp.n pth - Menmaatra Setepenptah - La giustizia di Ra è durevole, scelto da Ptah.

## Datazioni alternative
| Autore        | Anni di regno         |
| ------------- | --------------------- |
| Gardiner      | 1114 a.C. - 1087 a.C. |
| Redford       | 1111 a.C. - 1081 a.C. |
| Arnold        | 1100 a.C. - 1070 a.C. |
| von Beckerath | 1099 a.C. - 1069 a.C. |
| Malek         | 1099a.C. - 1069 a.C.  |
| Shaw          | 1099a.C. - 1069 a.C.  |
| Dodson        | 1094 a.C. - 1064 a.C. |

### Periodici
- Maite Mascort, Il declino del Nuovo Regno. Ramses XI, in Storica, n. 22-31, Milano, RBA Italia s.r.l., ottobre 2014,  pp. 22-31.